# Elionor Malich Salvador
Elionor Malich Salvador, anomenada La Roja (El Molar, Priorat, 188? - Sant Adrià de Besòs, Barcelonès, 8 d'agost de 1939) fou una de les dones republicanes de la Presó de les Corts de Barcelona, víctima de la repressió franquista i afusellada al Camp de la Bota.
Elionor, filla de Vicens i Maria, havia nascut al Molar, petit poble del Priorat. Els documents són contradictoris, però durant la Guerra Civil sembla que ja tenia entre 50 o 60 anys, era vídua i residia a Barcelona amb la seva mare. Exercia la professió de portera en una finca del carrer dels Madrazo, nº 51.
L'ocupació de Barcelona per les tropes feixistes a finals de gener del 1939 va confirmar la victòria del General Franco i malgrat no haver acabat oficialment la guerra, es va establir un Nou Ordre. Es van derogar les llibertats i drets adquirits durant la República i s'inicià una cruenta repressió dels vençuts. El BOE va publicar amb data 9 de febrer de 1939 la llei d'Incoació d'Expedients de Responsabilitats Polítiques, demanant als jutjats que elaboressin llistes i fomentant la delació de particulars. Qualsevol persona sospitosa d'haver col·laborat amb partits d'esquerres, catalanistes, comunistes, sindicats, Front Popular, Socors Roig, Unió de Dones antifeixistes, anarquistes, milicians o voluntaris al front, havia de ser investigada i portada davant dels tribunals militars. El gremi dels porters fou un dels col·lectius laborals més perjudicats, ja que eren acusats d'haver col·laborat amb el govern Republicà en la identificació de Quintacolumnistes i emboscats.
Elionor Malich fou denunciada i reclosa a la presó de les Corts el 22 de març de 1939 juntament amb una altra portera anomenada Mercè Alcover; abans havien detingut Cristina Fernández Pereda, també portera, que fou afusellada el 13 de maig. El 26 de maig, el mateix dia que era executada la miliciana Neus Bouza Gil, se celebrà un Consell de Guerra Sumaríssim contra Malich i 18 persones més, entre les quals hi havia Virgínia Amposta Amposta. Elionor Malich fou acusada de ser una «roja extremista», d'haver denunciat els seus veïns i de tenir una pèssima reputació moral, ja que convivia maritalment amb homes sense estar-hi casada. Es van dictar nou penes de mort a set homes i dues dones, una de les quals fou Elionor Malich. Va morir afusellada el dia 8 d'agost al Camp de la Bota i enterrada al Fossar de la Pedrera del Cementiri de Montjuïc.